# Псевдозіниця

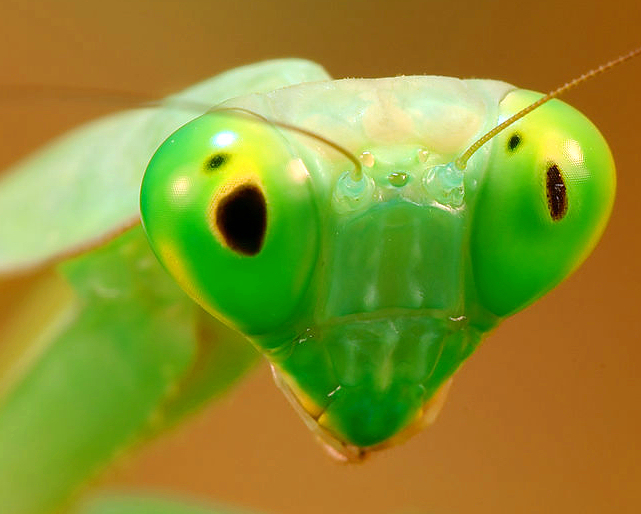
Зображення зблизька обличчя богомола (Rhombodera basalis), яке показує чорні псевдозіниці в складних очах.

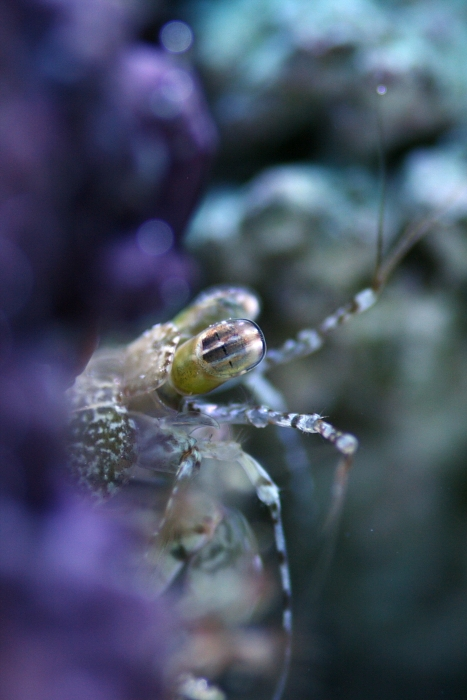
Око рака-богомола має три області, кожна з яких має свою псевдозіницю.

В складному оці безхребетних тварин, таких як комахи та ракоподібні, псевдозіниця (англ. pseudopupil) виглядає як темна пляма, яка рухається по оці під час обертання тварини. Це відбувається тому, що оматидії, які дивляться прямо (уздовж їх оптичних осей) поглинають падаюче світло, а ті, які дивляться в сторони — відбивають його. Таким чином, псевдозіниця виявляє, які оматидії вирівняні з віссю, вздовж якої дивиться спостерігач.

## Техніка аналізу псевдозіниць
Техніка аналізу псевдозіниць використовується для вивчення нейродегенерації у таких комах, як дрозофіла. Це особливо корисно для вивчення нейродегенеративних захворювань. Око імаго дрозофіли складається з майже 800 одиничних оматидій, які повторюється в симетричному патерні. Кожен оматидій містить 8 фоторецепторних клітин, кожна з яких утворює рабдомер (7 і 8 рабдомерів перекриваються, тому лише 7 видно при будь-якому простому фокусі). Нейродегенерація призводить до втрати або деградації фоторецепторів. За допомогою візуалізації та підрахунку неушкоджених рабдомерів можна виміряти рівень деградації. Таким чином, використовуючи аналіз псевдозіниць, можна вивчати нейродегенерацію.